# La Revista de España
La Revista de España (1868-1895) va ser una revista de pensament polític i intel·lectual fundada en Madrid per José Luis Albareda y Sezde. El primer nombre va aparèixer el 15 de març de 1868 i va deixar de publicar-se al febrer de 1895. En successius períodes va tenir com a directors al mateix Albareda, al seu amic Benito Pérez Galdós, a Fernando León y Castillo i a José Sánchez Guerra y Martínez en la seva etapa final.
Entre els seus col·laboradors es troben molts noms rellevants de l'època, tant polítics com a literaris: Emilia Pardo Bazán, Cánovas del Castillo, José María de Pereda, Giner de los Ríos, Nicolás Salmerón, Urbano González Serrano, Ramón de Campoamor, o l'esmenat Galdós.

## Períodes i direccions
El primer número de La Revista de España va veure la llum el 15 de març de 1868, en plena època de repressió i censura, amb prou feines unes setmanes abans de la mort de Narváez, el 23 d'abril d'aquest any, que va donar pas al govern reaccionari de González Bravo, pocs mesos abans de la Revolució Gloriosa. Durant el seu període inicial (març de 1868 a febrer de 1872) va ser el mateix Albareda qui va escometre la tasca de marcar el seu estil i adreça.
El segon període, més literari, La Revista va ser dirigida pel llavors incipient novel·lista Benito Pérez Galdós que li va imposar el seu segell durant vint-i-dos mesos, de febrer de 1872 a novembre de 1873. Galdós, periodista jove i ambiciós venia col·laborant a La Revista de España gairebé des de la seva creació, encara que més atent a la direcció d'El Debate, germana petita de les publicacions mantingudes per Albareda. D'entre el més destacable de les aportacions de l'escriptor canari a La Revista de España, hi ha les "Observaciones sobre la novela" (1870) i les entregues al llarg de 1871 de dos dels seus primers intents narratius La sombra i El audaz. Així mateix, Galdós va continuar contribuint en La Revista després de ser rellevat com a director.
Més llarg va ser el tercer període, a partir de novembre de 1873 i fins a gener de 1890, en el qual Albareda va comptar amb l'ajuda de Fernando León y Castillo, canari també i amic de Galdós, i que venia col·laborant en ella en la secció de «Revistas políticas interiores» (1872-1873), des del seu càrrec de governador civil de Granada (1869), diputat per Canàries en 1871 i, després, ambaixador a França en tres ocasions (1887, 1892, 1897). León y Castillo, periodista i polític amb experiència va col·laborar també en alguns dels periòdics més notables de l'època, com El Eco del País, i El Imparcial fundat per Eduardo Gasset y Artime en 1867.
A partir de 1890 i fins a la seva desaparició cinc anys després, es va fer càrrec de La Revista un jove i ambiciós periodista, que ja en l'inici del segle XX desenvoluparia una dilatada carrera com a polític: José Sánchez Guerra y Martínez.